# Falik Lerner
Felix Lerner (în idiș ‏פֿאַליק לערנער, în rusă Фалик Лернер; n. 1904, Vertiujeni, raionul Florești, RSS Moldovenească, URSS – d. 8 noiembrie 1974, Buenos Aires, Argentina) a fost , romancier, publicist, jurnalist și editor argentinian, evreu născut în Basarabia

## Biografie
S-a născut în colonia evreiască Vertiujeni (acum în raionul Florești, Republica Moldova) din ținutul Soroca, gubernia Basarabia, (Imperiul Rus), fiind unul dintre cei opt copii din familia cizmarului Haim Lerner (1872-1942) și Molka Katovskaia (1872-1942, părinții și fratele au murit în ghetoul Vertiujeni). Tatăl său era conducătorul sinagogii „Croitorilor” din localitate.
A primit o educație evreiască tradițională, ulterior a lucrat ca lăcătuș. Din 1925 a slujit în armata română la Cernavodă, în Dobrogea. În 1927 a emigrat la Montevideo (Uruguay), de acolo în Argentina, la Buenos Aires, unde a devenit în curând membru al redacției, editor și, începând cu sfârșitul anilor 1950, redactor-șef al principalului cotidian idiș din Argentina: Di Prese („Presă”). Lerner a rămas în această poziție până la sfârșitul vieții sale.
După căsătoria sa din 1930, s-a mutat la Rosario, acolo publicând în ziarul Rosarier Lebn. În anii 1943-1946 a lucrat ca redactor la ziarul Di Yiddish Worth din Santiago de Chile.
A scris o serie de cărți de povești, eseuri și memorii, inclusiv Manchn Un Landscape: Reporting („Oameni și peisaje: reportaje”, 1951), In Umruike Zeitn („În vremuri tulburi”, nuvele, 1953), Tsugast Af A Vile: un di farinikte state („În ospeție pentru o vreme: în Statele Unite”, 1961). A publicat de asemenea studiul microistoric A Bessaraber Shtetl: Labmsteiger, Bilder, Gestaltn, Zikhroines („Ștetlul basarabean: stil de viață, schițe, imagini, amintiri”), publicat ca o carte separată în 1958 și republicată în 1981.
A fost vărul jurnalistului și romancierului argentinian Felix Catovsky.